# 대한민국 형법 제204조
대한민국 형법 제204조는 아편에 관한 죄의 자격정지 또는 벌금의 병과에 관한 형법 각칙의 조문이다.

## 조문
제204조 【자격정지 또는 벌금의 병과】
제198조 내지 제203조의 경우에는 10년 이하의 자격정지 또는 2천만원 이하의 벌금을 병과할 수 있다.